# Спорт в Руанде
Спорт в Руанде — популярен и широко распространён. Население активно занимается спортом и участвует как в национальных соревнованиях, так и в международных. В Руанде немало разнообразных видов спорта:
- Футбол
- Волейбол
- Баскетбол
- Лёгкая атлетика
- Паралимпийские виды спорта

Это одни из самых популярных видов спорта в стране.  Министерство молодежи и спорта страны оказывает значительную поддержку в улучшении спорта.

## Футбол
Футболом в стране управляет Федерация футбола Руанды. 
Национальная сборная Руанды по футболу была одной из слабых команд в африканском футболе. На международных турнирах Руанды только однажды в 2004 году прошли квалификацию на Кубок Африканских наций, где им удалось обыграть бывших чемпионов Демократическую Республику Конго со счетом 1:0 и добиться ничьи с Гвинеей. 
Руанда также участвовала в Кубке СЕСАФА, на котором удалось дважды подряд дойти до финала в 2010 и 2012 годах, но в обоих финалах проиграли.
Премьер-лига Руанды — это клубное футбольное соревнование Руанды, самым успешным клубом является АПР.
Кубок Руанды — главное соревнование на выбывание.

## Баскетбол
Федерация баскетбола Руанды является членом Международной федерации баскетбола с 1977 года. До 2000 года национальная баскетбольная команда Руанды была малоизвестна за пределами страны, но с середины 2000-х годов приобрела известность на африканской арене. Мужская команда прошла квалификацию в финальные стадии чемпионата Африки по баскетболу четыре раза подряд с 2007 года. Страна претендовала на проведение чемпионата Африки по баскетболу 2013 года, но право проведения турнира было предоставлено Кот-д’Ивуару.
Афробаскет-2021 был присужден Кигали. На родине Руанда обыграла Анголу, победителя 10 турниров AfroBasket в период с 1989 по 2013 год. 

## Велоспорт
В Руанде в последнее время наблюдается рост велосипедного спорта. Горный байкер и шоссейный велосипедист Адриен Нионшути стал первым руандийцем, подписавшим профессиональный контракт с международной велокомандой, присоединившись к «Qhubeka Assos» в 2009 году. Национальная велокоманда, Team Rwanda, была основана в 2007 году американцами Джоком Бойером, бывшим профессиональным велосипедистом, и Томом Ричи, предпринимателем, занимающимся велоспортом. Команда Руанды стала темой книги «Страна вторых шансов: невозможный взлет велокоманды Руанды» и фильма «Восстание из пепла». Тур по Руанде впервые был проведен в 1988 году. До 2009 года в нем участвовали в основном местные гонщики и велосипедисты из соседних стран, но в конце 2008 года он был санкционирован Международным союзом велосипедистов, а с 2009 года включен в Тур UCI по Африке.

## Шахматы
Шахматы в Руанде развиты не сильно. Самый сильный шахматист за все время это  Кабера Годфри. Он имел рейтинг ФИДЕ 1901.
| Место | Имя                   | Рейтинг ФИДЕ |
| ----- | --------------------- | ------------ |
| 1     | Годфри Кабера         | 1901         |
| 2     | Мараната Ндувайесу    | 1870         |
| 3     | Анастаз Бараджигинива | 1824         |
| 4     | Санья Деррик Мбабази  | 1809         |
| 5     | Джозеф Нгендо         | 1805         |
| 6     | Максенс Мурара        | 1800         |
| 7     | Фидель Мутабази       | 1797         |
| 8     | Джозеф Нзабанита      | 1771         |
| 9     | Валентин Рукимбира    | 1766         |
| 10    | Алексис Ружигура      | 1765         |

## Руанда на Олимпийских играх
Первое выступление Руанды на Олимпийских играх состоялось в 1984 году, и её первое выступление на Паралимпийских играх в 2004 году. Страна отправила семерых участников на летние Олимпийские игры 2012 года в Лондоне, представляющих её в легкой атлетике, плавании, езде на горных велосипедах и дзюдо, и 15 участников на летние Паралимпийские игры в Лондоне для соревнований по легкой атлетике, пауэрлифтингу и волейболу сидя. Всего Руанда приняла участие на Олипиадах 7 раз. 

#### Самый результативный участник
Дьедонне Диси — двукратный участник Олимпийских игр в беге на 10000 метров среди мужчин. Он добился лучшего олимпийского результата Руанды в 2004 и 2008 годах, заняв 17-е и 19-е места.